# Dieudonné Gaucho Debohi
Dieudonné Gaucho Debohi, surnommé Didi, né le 15 janvier 2001 à Kouibly (Côte d'Ivoire) est un footballeur professionnel ivoirien. Il joue comme milieu défensif et défenseur central au SM Caen, en Ligue 2 du championnat de France.

## Carrière
Joueur du club ivoirien de SOL FC, Gaucho Debohi rejoint en 2021 en prêt le Klubi 04, l'équipe réserve du club finlandais HJK Helsinki.
Le 31 janvier 2022, il signe cette fois au SM Caen dans le cadre d'un nouveau prêt avec option d'achat, et débute en équipe réserve. Il signe pendant l'été un contrat de deux ans avec le club normand,. Au cours de la première moitié de la saison 2022-2023, il fait partie des joueurs les plus fiables de l'équipe réserve de Caen, ce qui lui vaut de faire ses premières apparitions professionnelles en Ligue 2. Nommé capitaine de la réserve, son contrat est rapidement prolongé jusqu'en 2026. 
Le 21 décembre 2022, il est convoqué pour un match de Coupe de France contre l'AF Virois, alors qu'il doit purger une suspension en raison d'une accumulation de cartons jaunes avec l'équipe réserve. Les Caennais l'emportent mais les Virois portent réclamation et obtiennent gain de cause,.
Pendant la saison 2023-2024, profitant de la nomination de l’entraîneur de la réserve Nicolas Seube à la tête de l'équipe première, il s'installe pour de bon en équipe première et en devient un titulaire régulier au poste de milieu défensif, participant activement à son rétablissement sportif.